# Emily Browning
Emily Jane Browning (født 7. december 1988) er en australsk prisvindende skuespiller og model, som nok er bedst kendt for sin rolle som Violet Baudelaire i filmen Lemony Snicket - En ulykke kommer sjældent alene, for hvilken hun vandt en pris for. 

## Opvækst
Browning blev født i Melbourne, Victoria, som datter af Shelley og Andrew Browning. Hun har to yngre brødre, Nicholas (7 år yngre) og Matthew (9 år yngre). Hun bor i Melbourne og tog en pause fra sit skuespil for at afslutte sin uddannelse ved Eltham High School, hvor hun, i december 2006, fuldendte sine Victorian Certificate of Education-eksamner
. 

## Karriere
Browning begyndte at spille skuespil som 8-årig, da hun blev bemærket af en klassekammerats far, der foreslog hende, at hun skulle blive skuespiller. Kort tid efter blev hun tildelt en rolle overfor Judy Davis i filmen The Echo of Thunder. En succesfuld karriere i australsk film og tv fulgte snart, inklusiv filmen The Man Who Sued God, hvor Browning spillede Billy Connollys karakters datter. Hun medvirkede snart igen med Connolly i filmen Lemony Snicket - En ulykke kommer sjældent alene, hvor hun spillede den opfindsomme og forældreløse Violet Baudelaire. Hun var flere gange bange for at hun ville blive fyret, fordi hun hele tiden kom til at grine højlydt af sin medskuespiller Jim Carrey. Browning havde derefter en midlertidig rolle som Hayley Fulton i den populære tv-serie Blue Heelers fra 2000 til 2002 og spillede Alicia i fem episoder af Something In The Air (2000-2001). Hun spillede også Katie Harwood i horrorfilmen fra 2002: Ghost Ship; samme år, som hun vandt en Australian Film Institute Award i kategorien "Best Young Actress" og blev nomineret det følgende år. 
I 2006 medvirkede Browning i musikvideoen til bandet Evermores Light Surrounding You. Under forløbet med at lave videoen udtalte bandet: "... vi stinker som skuespillere, så vi besluttede at få fat i Emily". 
Hun gik til L'Oreal Fashion Festival som festivalens ambassadør den 1. februar 2007.
Hun har udtalt at hun er interesseret i at lave en efterfølger til Lemony Snicket - En ulykke kommer sjældent alene, selvom at hun nok ikke ville få rollen som Violet igen, da hun er vokset ud af rollen. Emilys kommende film The Uninvited (en engelsk-version af den koreanske A Tale of Two Sisters) er en thriller, som hun spiller sammen med Arielle Kebbel.

## Filmografi
| År   | Titel                                            | Rolle              | Bemærkninger  |
| ---- | ------------------------------------------------ | ------------------ | ------------- |
| 1998 | The Echo of Thunder                              | Opal Ritchie       | Tv-film       |
| 1999 | High Flyers                                      |                    |               |
| 1999 | Thunderstone                                     | Clio               | Tv-serie      |
| 2001 | The Man Who Sued God                             | Rebecca Myers      |               |
| 2001 | Halifax f.p: Playing God                         | Kristy O'Connor    | Tv-film       |
| 2001 | Blonde                                           | Fleece             |               |
| 2002 | Ghost Ship                                       | Katie Harwood      |               |
| 2003 | After the Deluge                                 | Maddy              | Mini-tv-serie |
| 2003 | Ned Kelly                                        | Grace Kelly        |               |
| 2003 | Darkness Falls                                   | Ung Caitlin Greene |               |
| 2004 | Lemony Snicket - En ulykke kommer sjældent alene | Violet Baudelaire  |               |
| 2005 | Stranded                                         | Penny              |               |
| 2006 | Light Surrounding You                            | Pige               | Musikvideo    |
| 2009 | The Uninvited                                    | Anna Rydell        |               |
| 2011 | Sleeping Beauty                                  | Lucy               |               |
| 2014 | Pompeji                                          | Cassia             |               |
| 2015 | Legend                                           | Frances Shea       |               |

## Priser
Australian Film Institute
- 1999: Nomineret til "Young Actor's Award" for The Echo of Thunder
- 2002: Vandt "Young Actor's Award" for Halifax f.p: Playing God
- 2003: Nomineret til "Young Actor's Award" for After the Deluge
- 2005: Vandt "International Award for Best Actress" for Lemony Snicket - En ulykke kommer sjældent alene[2]

Broadcast Film Critics Association Awards
- 2005: Nomineret til "Best Young Actress" for Lemony Snicket - En ulykke kommer sjældent alene

Young Artist Awards
- 2005: Nomineret til "Best Performance in a Feature Film, Leading Young Actress" for Lemony Snicket - En ulykke kommer sjældent alene